# メードヌイ島
メードヌイ島（メードヌイとう、ロシア語: остров Медный, ラテン文字転写: ostrov Medny オーストラフ・ミェードヌィイ）は、ロシア領コマンドルスキー諸島の島。ラテン文字転写では、Mednyy、またはMednyiと書かれることもある。英語では、カッパ―島（英語: Copper Island）と呼ばれる。西北西に浮かぶベーリング島とコマンドルスキー諸島を構成する。行政上はロシア連邦カムチャッカ地方アレウト地区に属する。
全長56km、幅は広いところで5kmから7kmの細長い島で、総面積は186km2。山がちな地形で、島内最高峰は島北部に位置するステインゲラ山（ロシア語: Гора Стейнгера, ラテン文字転写: Gora Steyngera）の標高647m、年間の平均気温は2.8℃である。また、島内にはグラドコフスコエ湖（ロシア語: Гладковское озеро, ラテン文字転写: Gradkovskoe Ozero）という湖が存在する。メードヌイ島北西端から100mほど離れた位置に2つの小島がある。この2島はバブロヴイェ・カムニ（ロシア語: Бобровые камни, ラテン文字転写: Bobrovye Kamni、英語: Beaver Stone）と呼ばれ、地峡で繋がっている。2島合わせた長さは約1kmである。
19世紀初めにアリューシャン列島ニア諸島アッツ島からアレウト人が移住してくるまでは、人は住んでいなかった。

## 歴史
1741年11月5日にヴィトゥス・ベーリングがこの島を目撃したが、上陸はしなかった。ベーリングと船員達は西側から北アメリカを発見し、ロシアへと戻る途上であった。
ロシアの海軍士官であり歴史家でもあるヴァシリー・ベルチは、エメリヤン・バソフが1745年にこの島に到達していたと主張している。バソフは1743年から1749年の間に4回コマンドルスキー諸島を探検しており、その内2回目の探検が該当する。バソフは、1745年の探検の後、大量の毛皮をカムチャツカへと持ち帰っており、この毛皮をメードヌイ島で手に入れたと考えられる。
19世紀初め頃より、アレウト人の移住が始まり、19世紀終わりごろにはアッツ島より移住したアレウト人達によってプレオブラジェンスコエという集落が形成された。また、この他にもペスチャンカとグリンカという小集落も存在した。
1970年に、全島民がベーリング島に移住した。定住する人々がいなくなった後も、2001年までは国境の島として軍の駐屯地となっていた。2001年以降は、軍の駐屯地の指定が解除され、完全な無人島となった。現在では、科学的な動物相、動植物の研究が毎年実施されている。

## 集落
メードヌイ島の集落はベーリング海側にあった。
- プレオブラジェンスコエ (ロシア語: Преображенское, ラテン文字転写: Preobrajenskoye)

メードヌイ島北部のペスチャナヤ湾傍に存在した集落。同島最大の集落であったが、1960年代に人口が減少し、1970年に廃村となった。
- ペスチャンカ (ロシア語: Песчанка, ラテン文字転写: Peschanka)

メードヌイ島北部にあった。
- カラベルニー（ロシア語: Корабельный, ラテン文字転写: Korabel'nyy）

メードヌイ島中部にあった。
- グリンカ (ロシア語: Глинка, ラテン文字転写: Glinka)

メードヌイ島南部にあった。

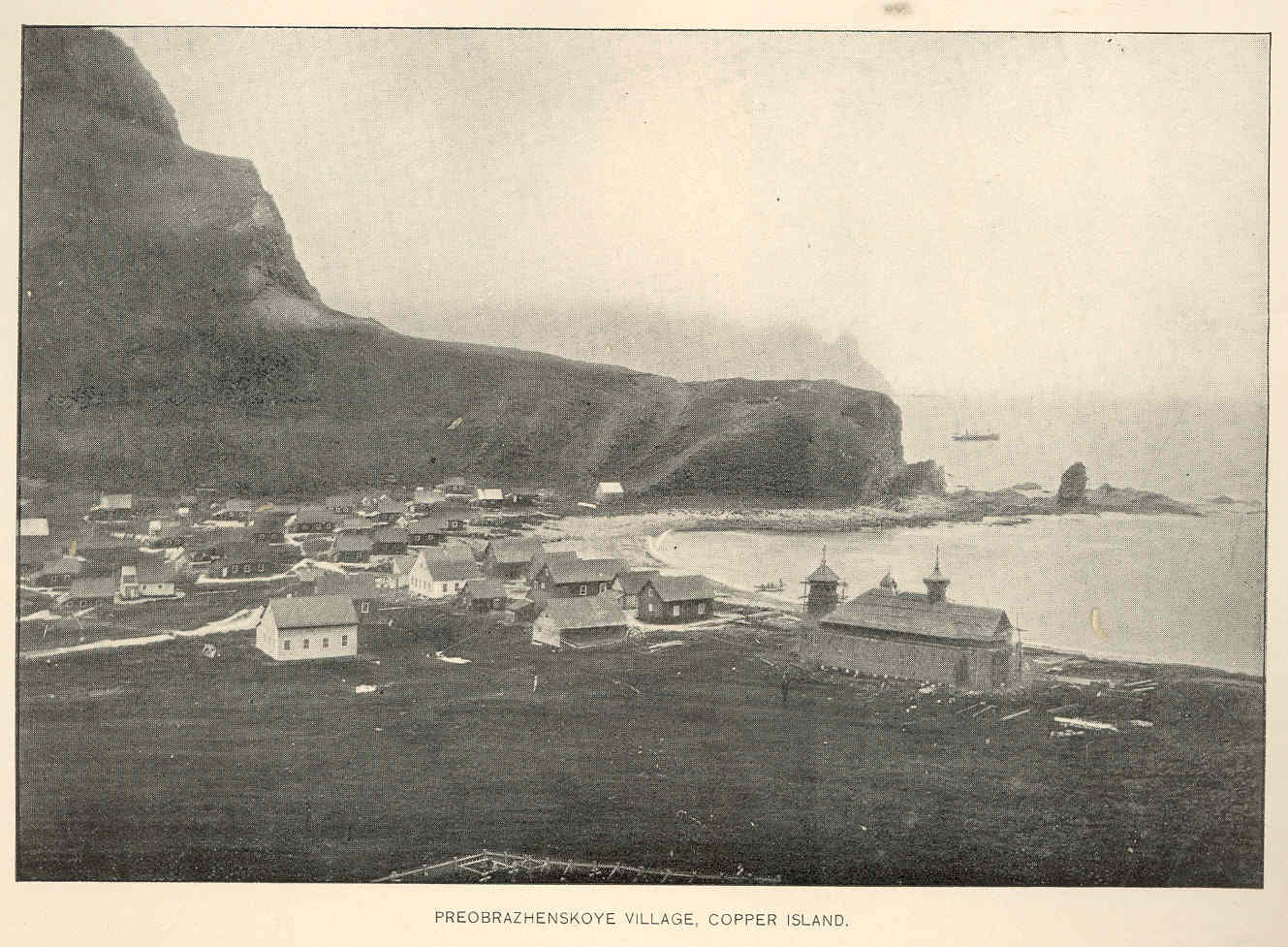
在りし日のプレオブラジェンスコエの風景（1897年撮影）
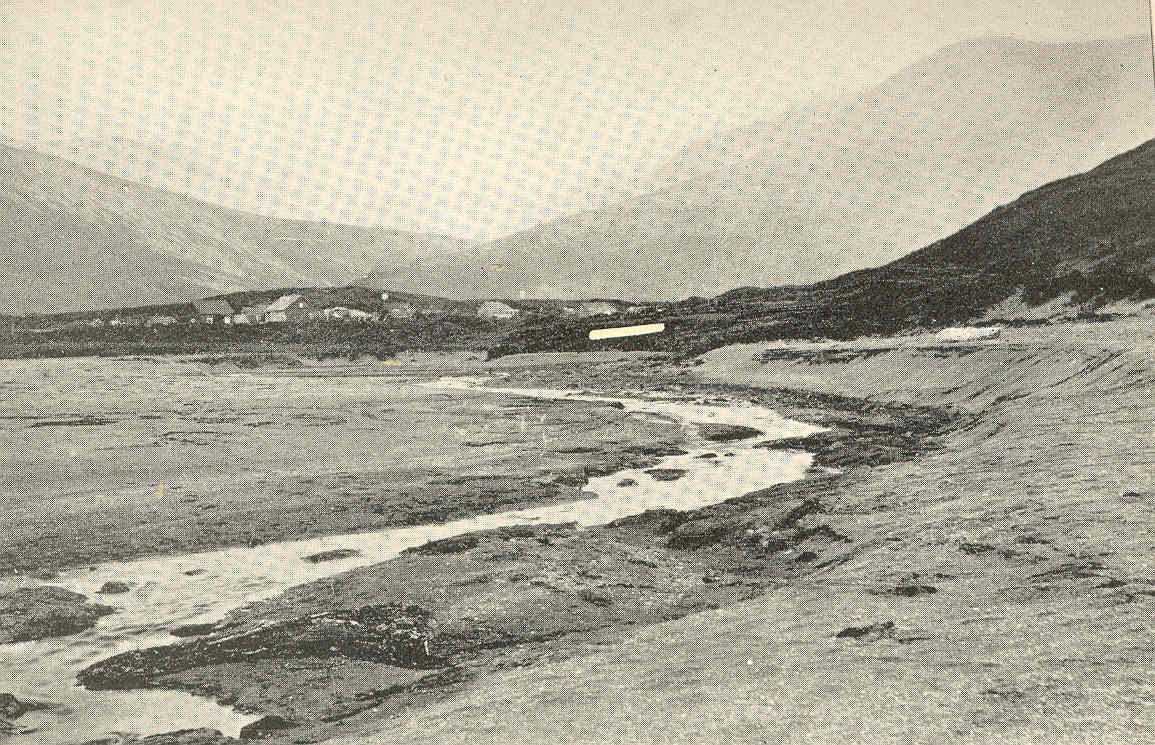
在りし日のカラベルニーの風景（1897年撮影）
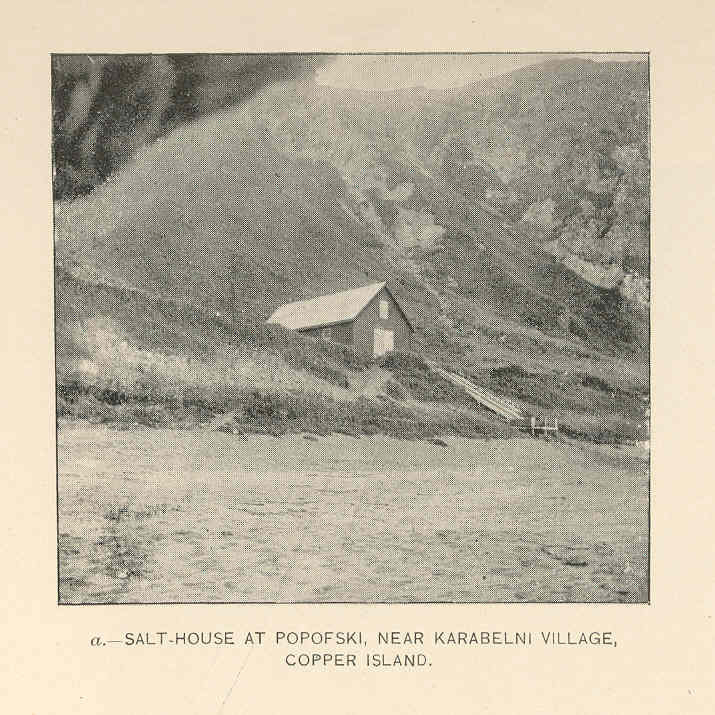
カラベルニー近郊のポポフスキーにあった製塩小屋（1897年撮影）
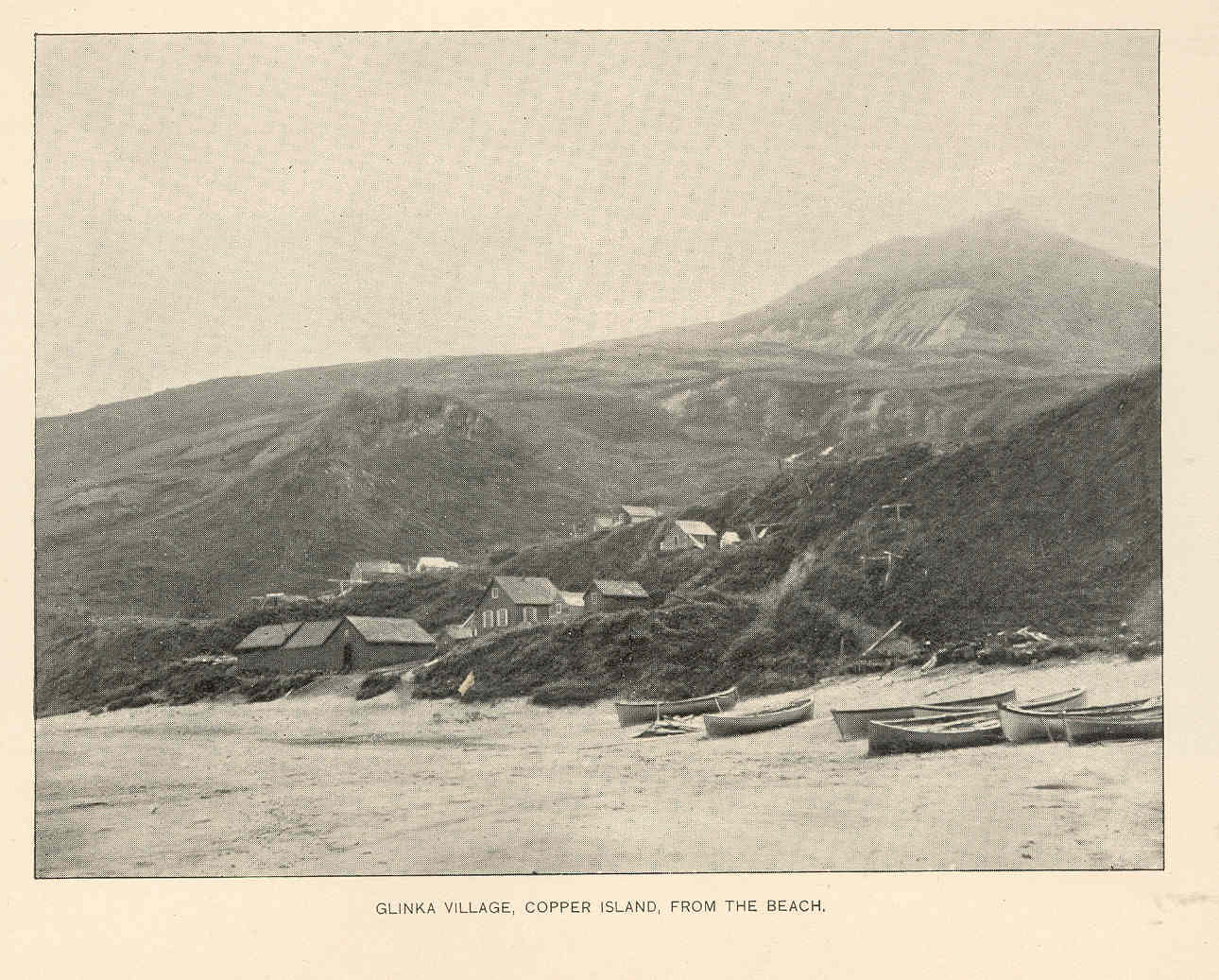
在りし日のグリンカの風景（1897年撮影）
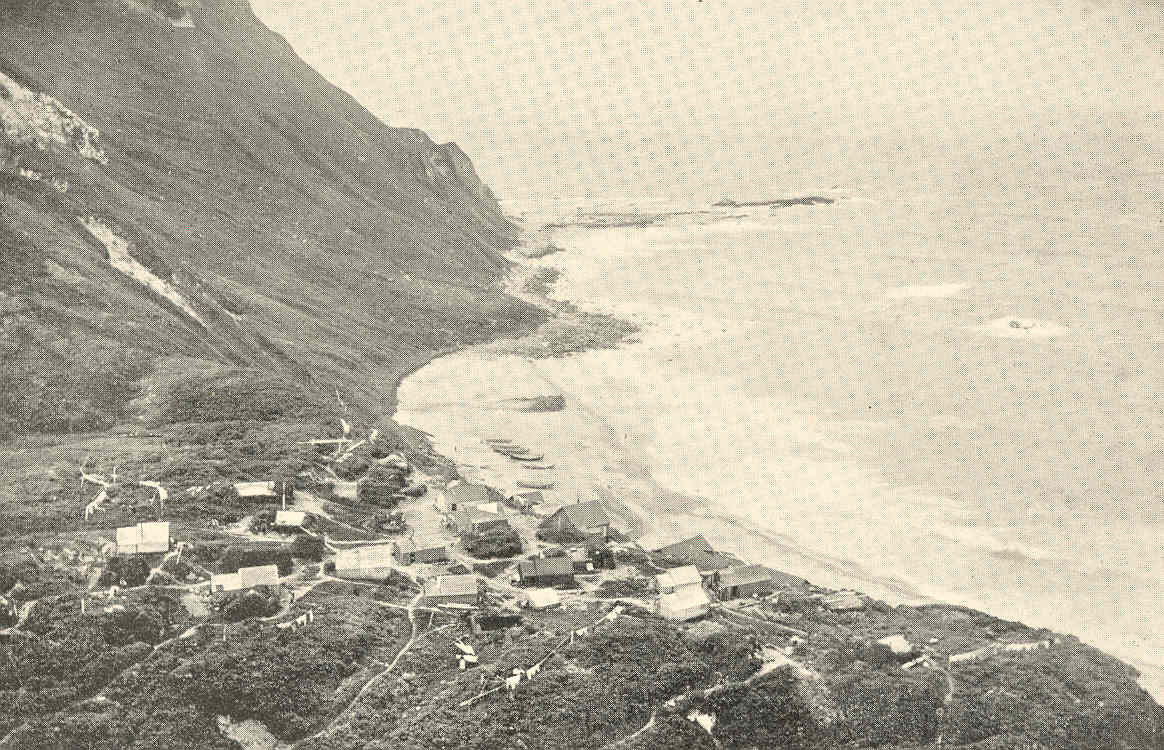
在りし日のグリンカの風景（1897年撮影）
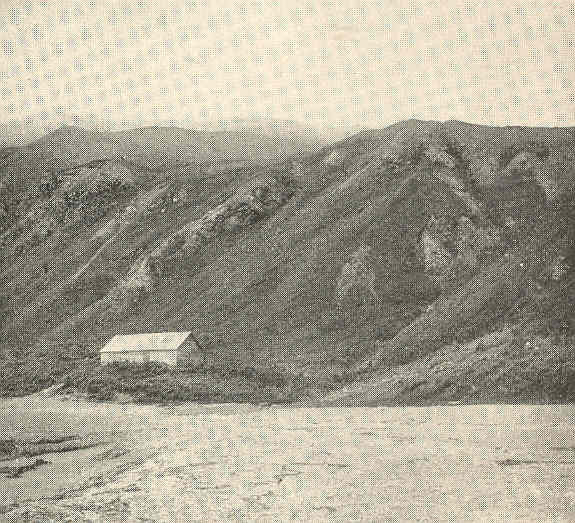
グリンカの近郊にあったペストシャニ製塩小屋（1897年撮影）
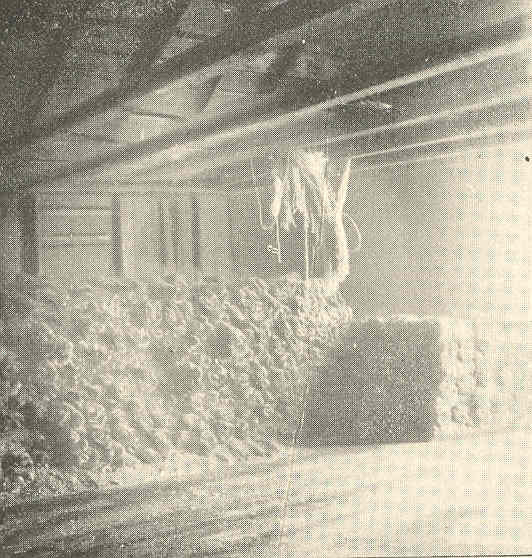
ペストシャニ製塩小屋の内部（1897年撮影）

## ギャラリー

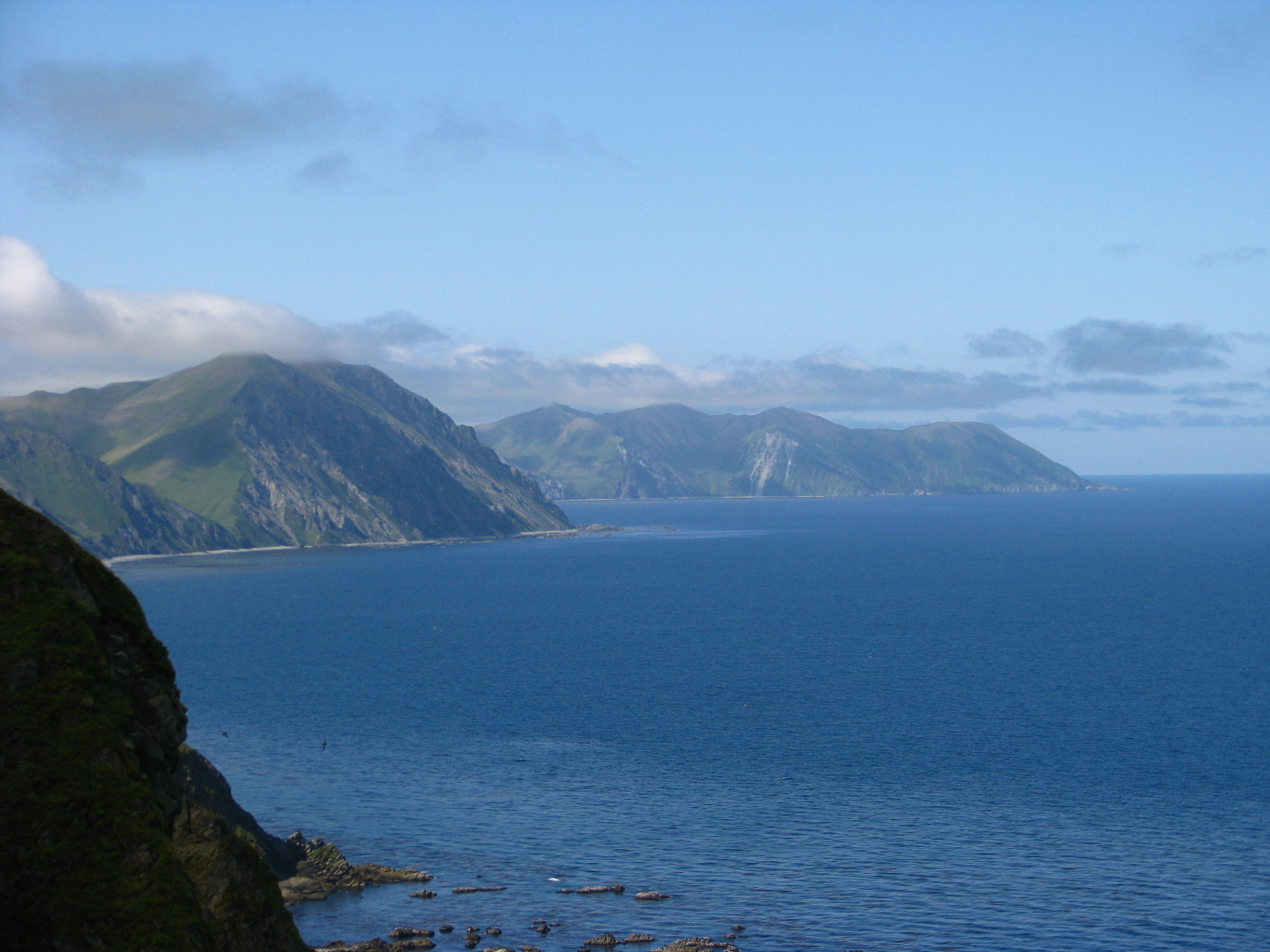
メードヌイ島。
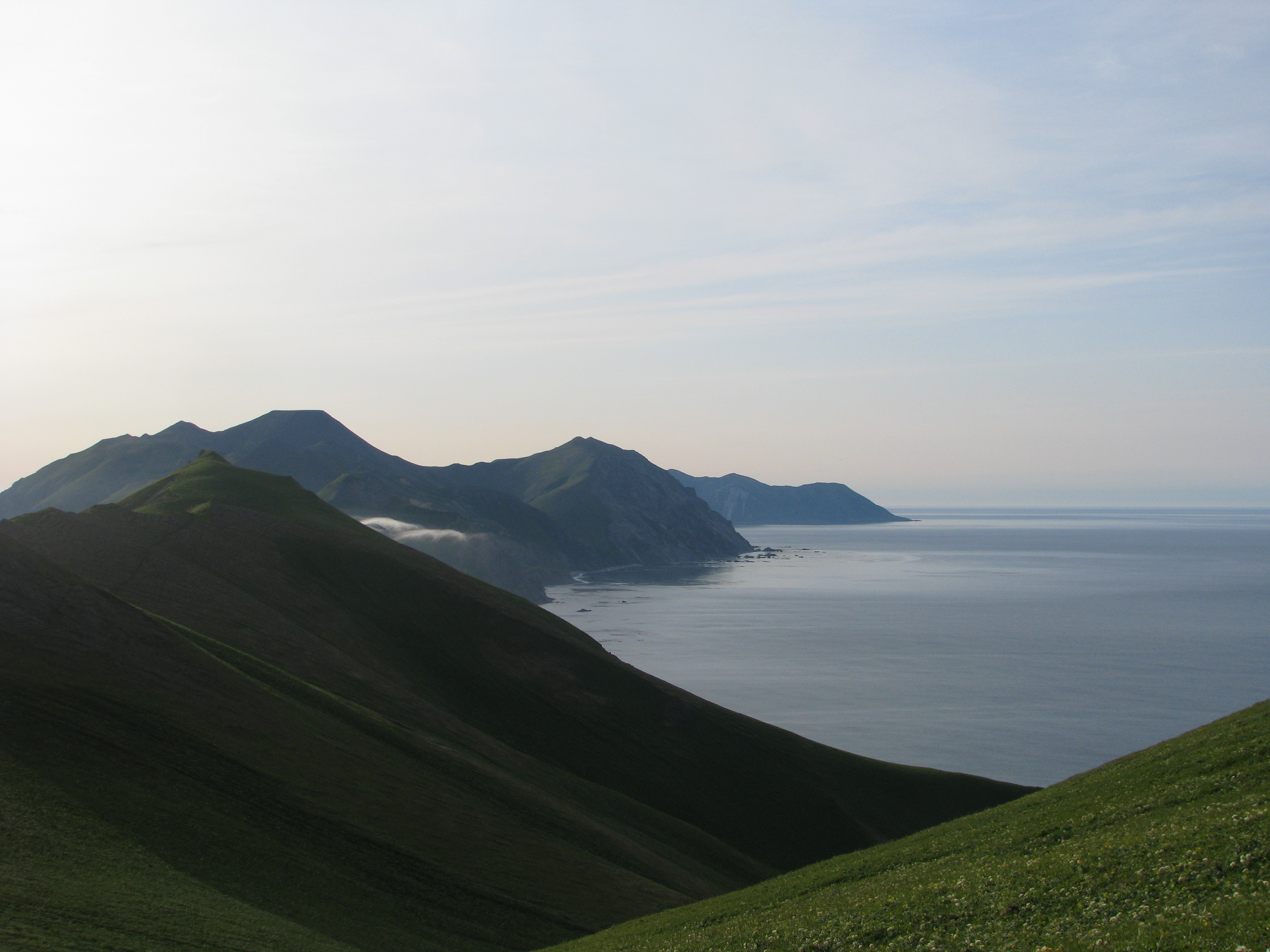
メードヌイ島。
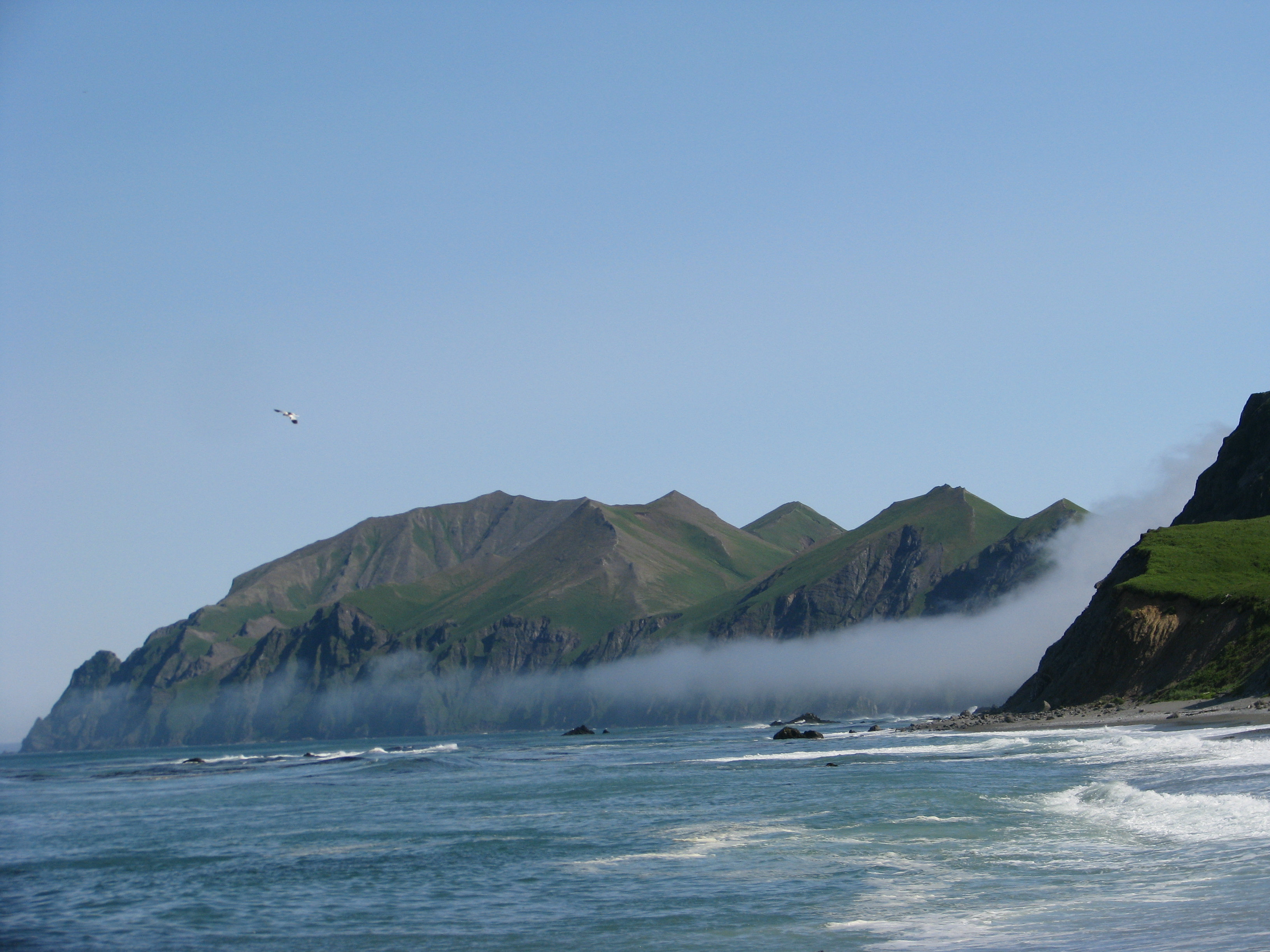
海より望むメードヌイ島。
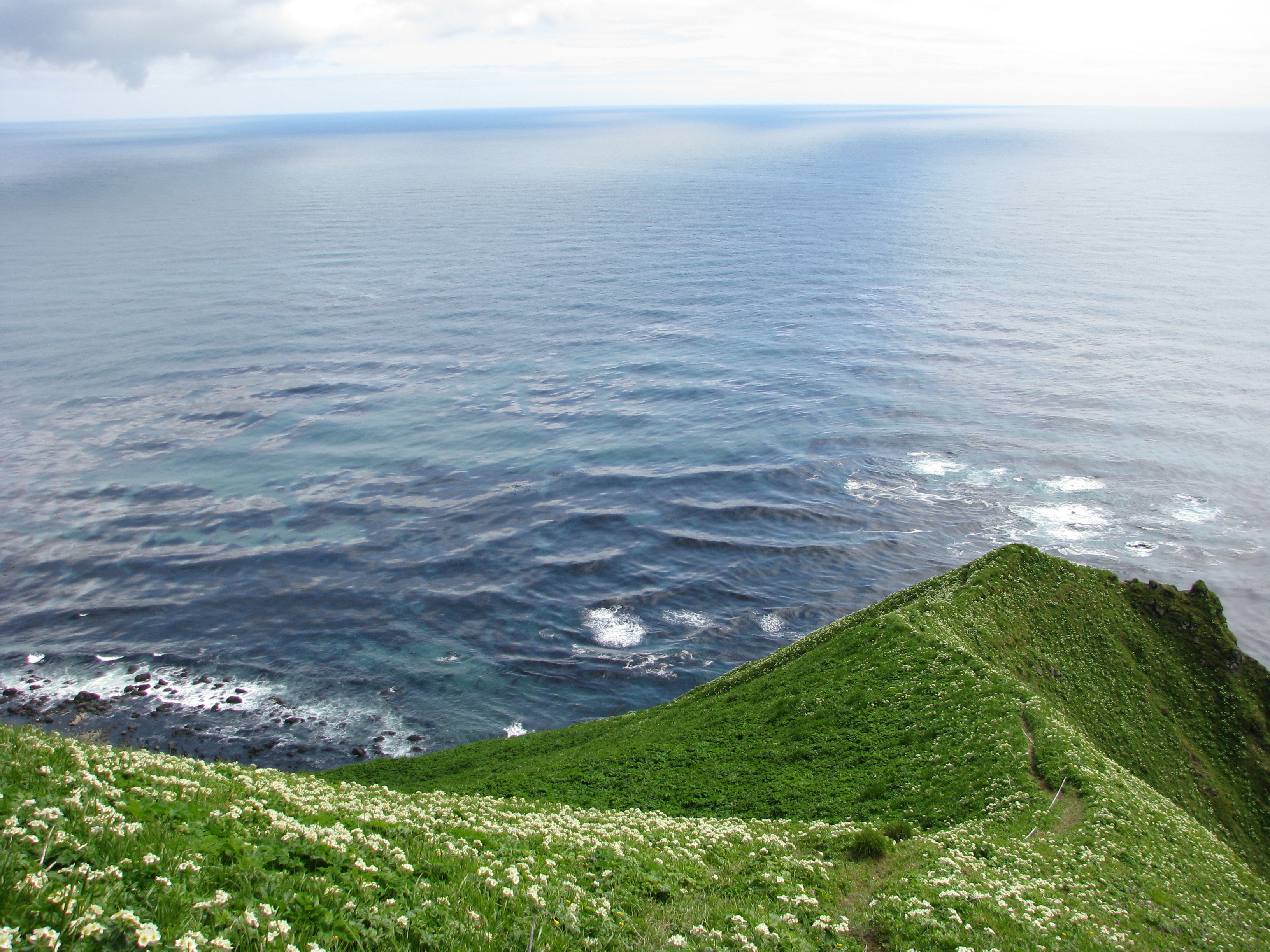
メードヌイ島の風景。
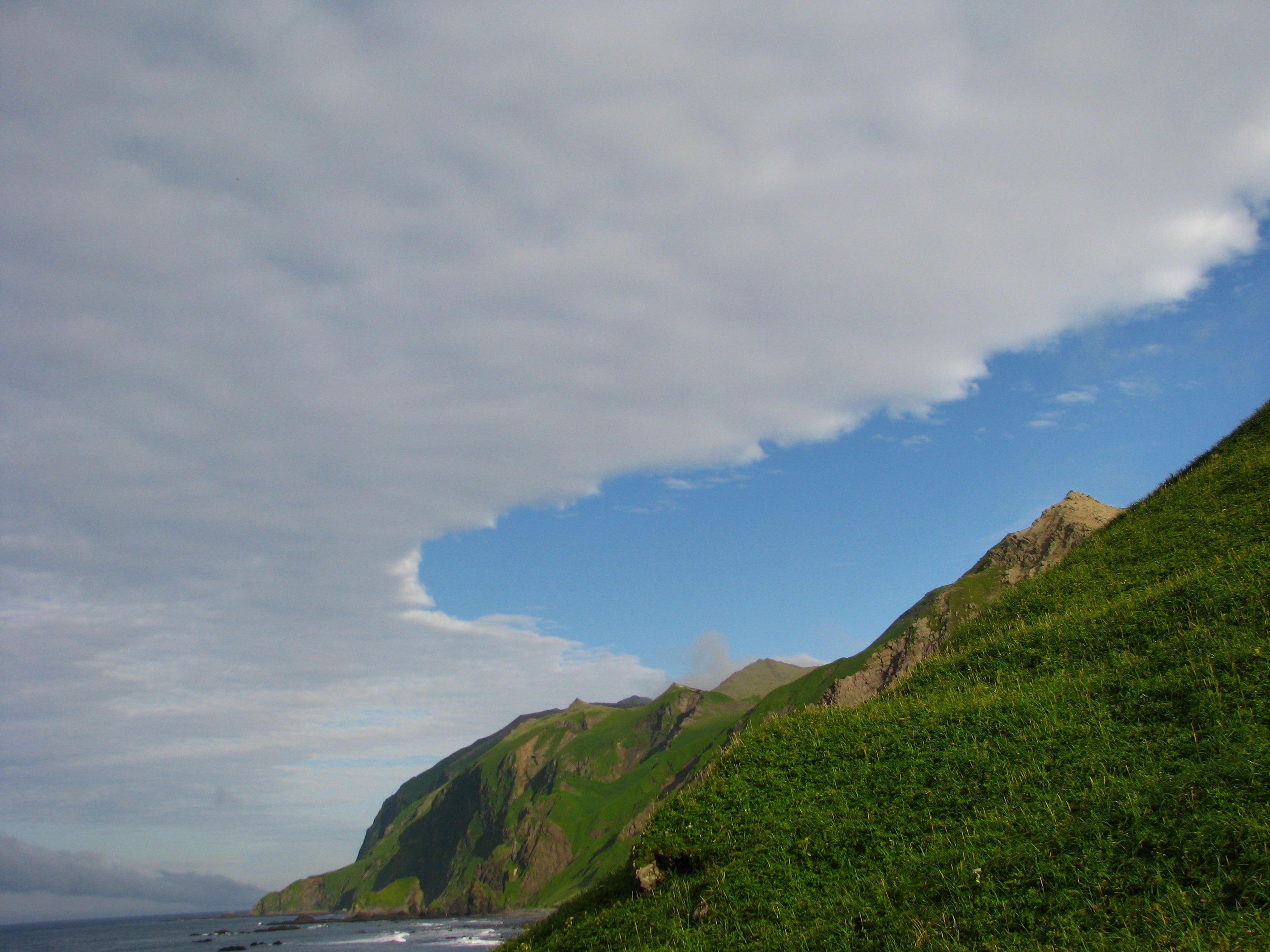
メードヌイ島の海食崖。
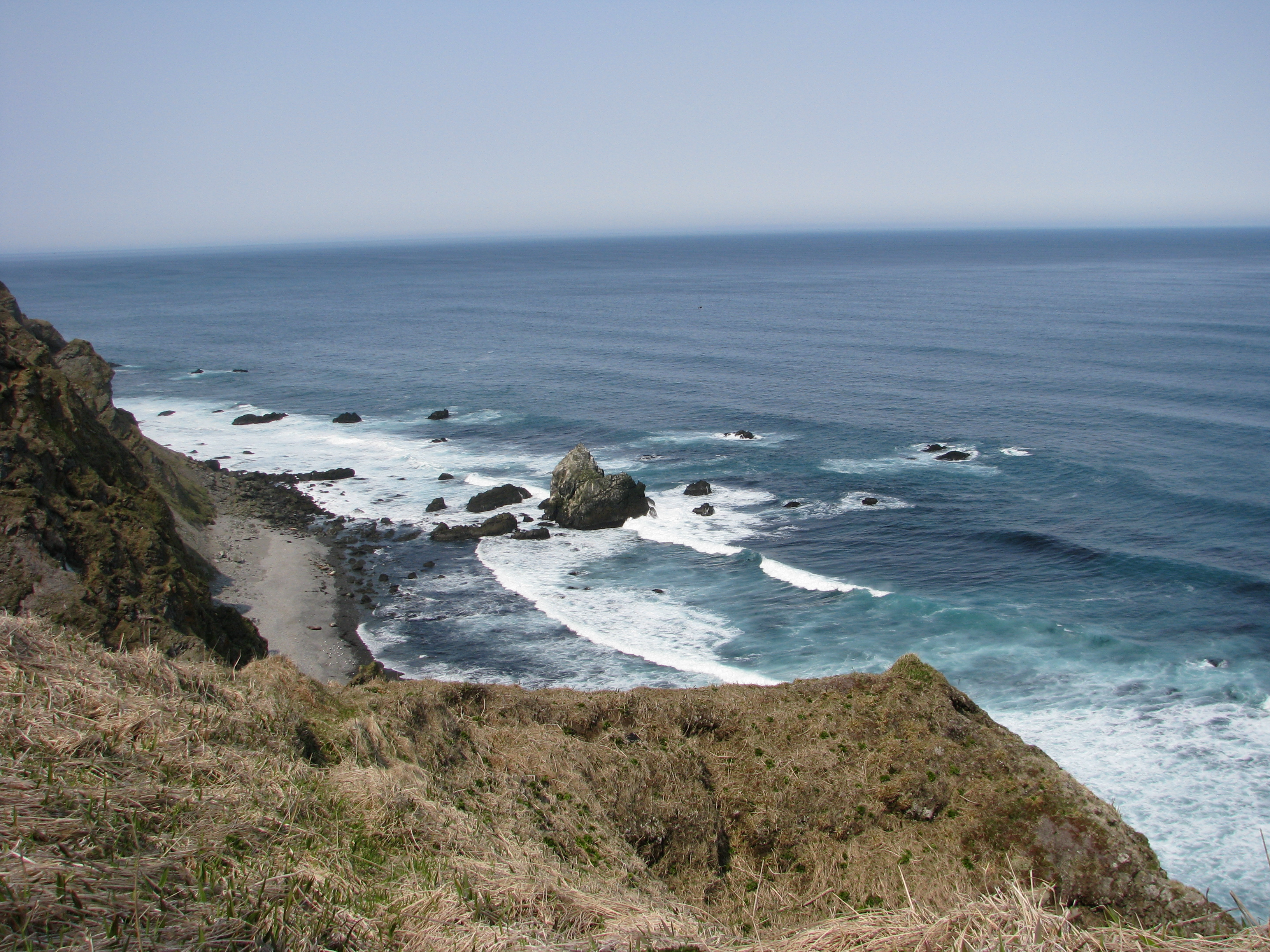
メードヌイ島の海食崖。
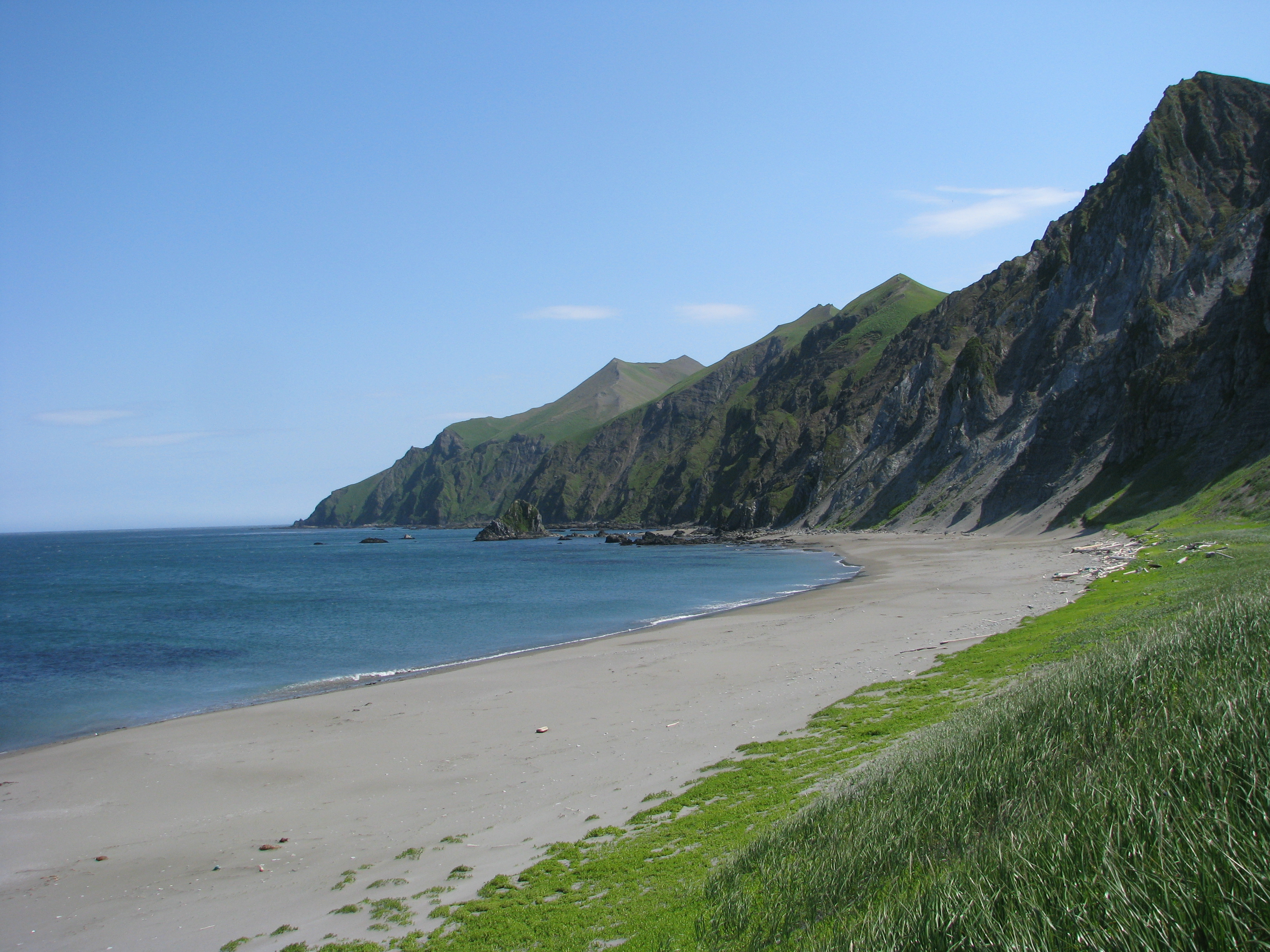
メードヌイ島の浜とそれに続く海食崖。
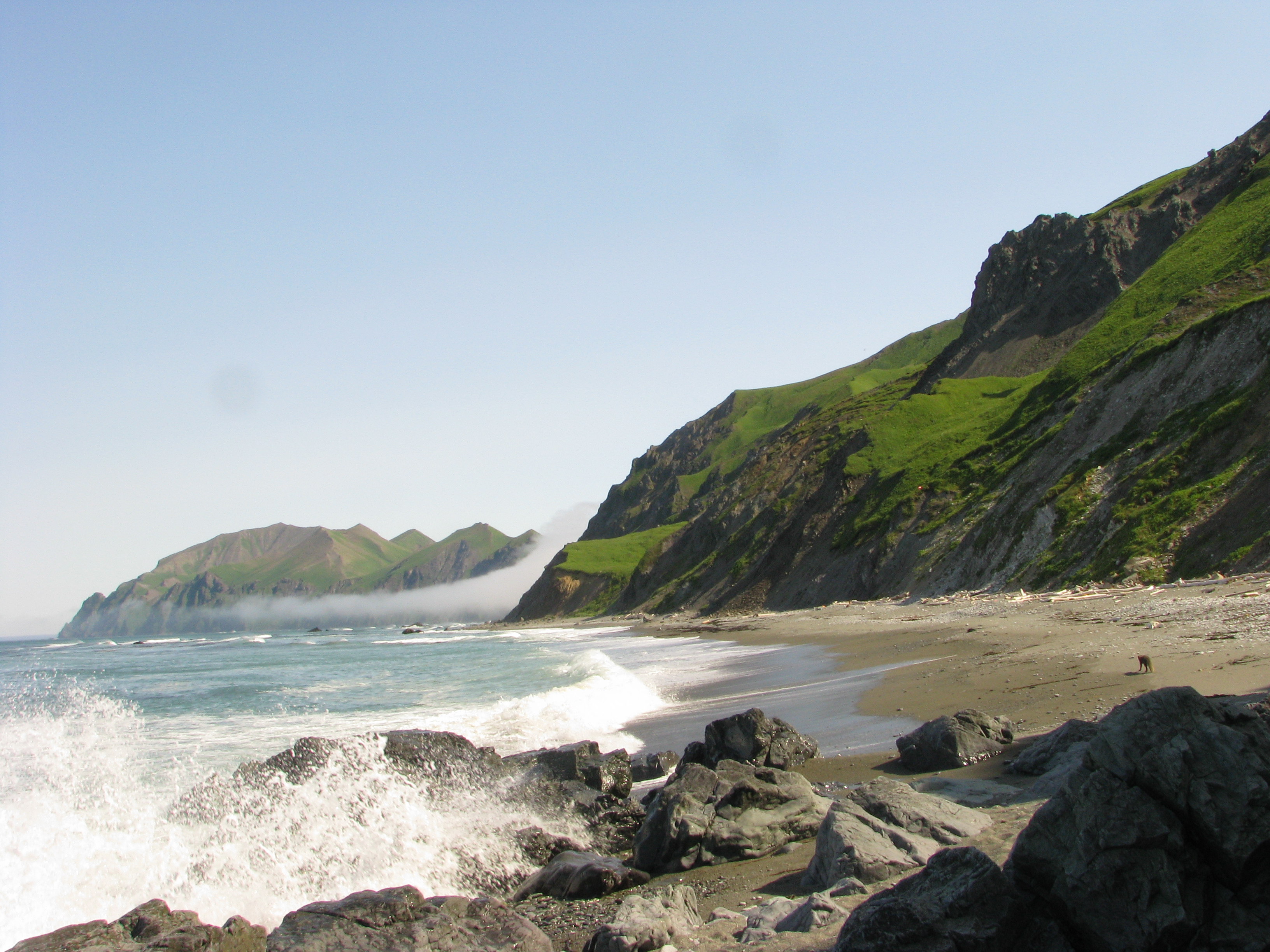
メードヌイ島の浜と霧。
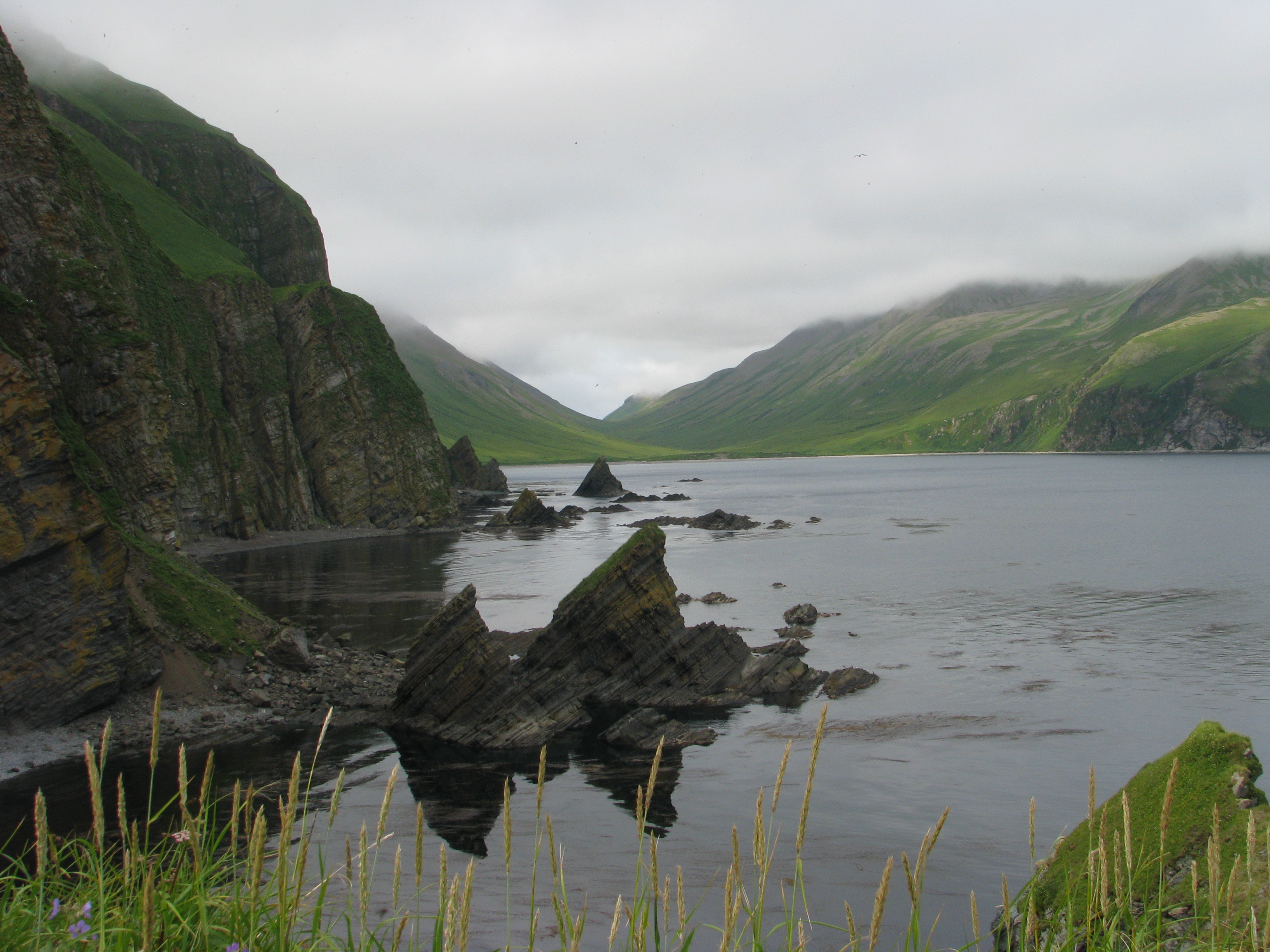
メードヌイ島の入り江。
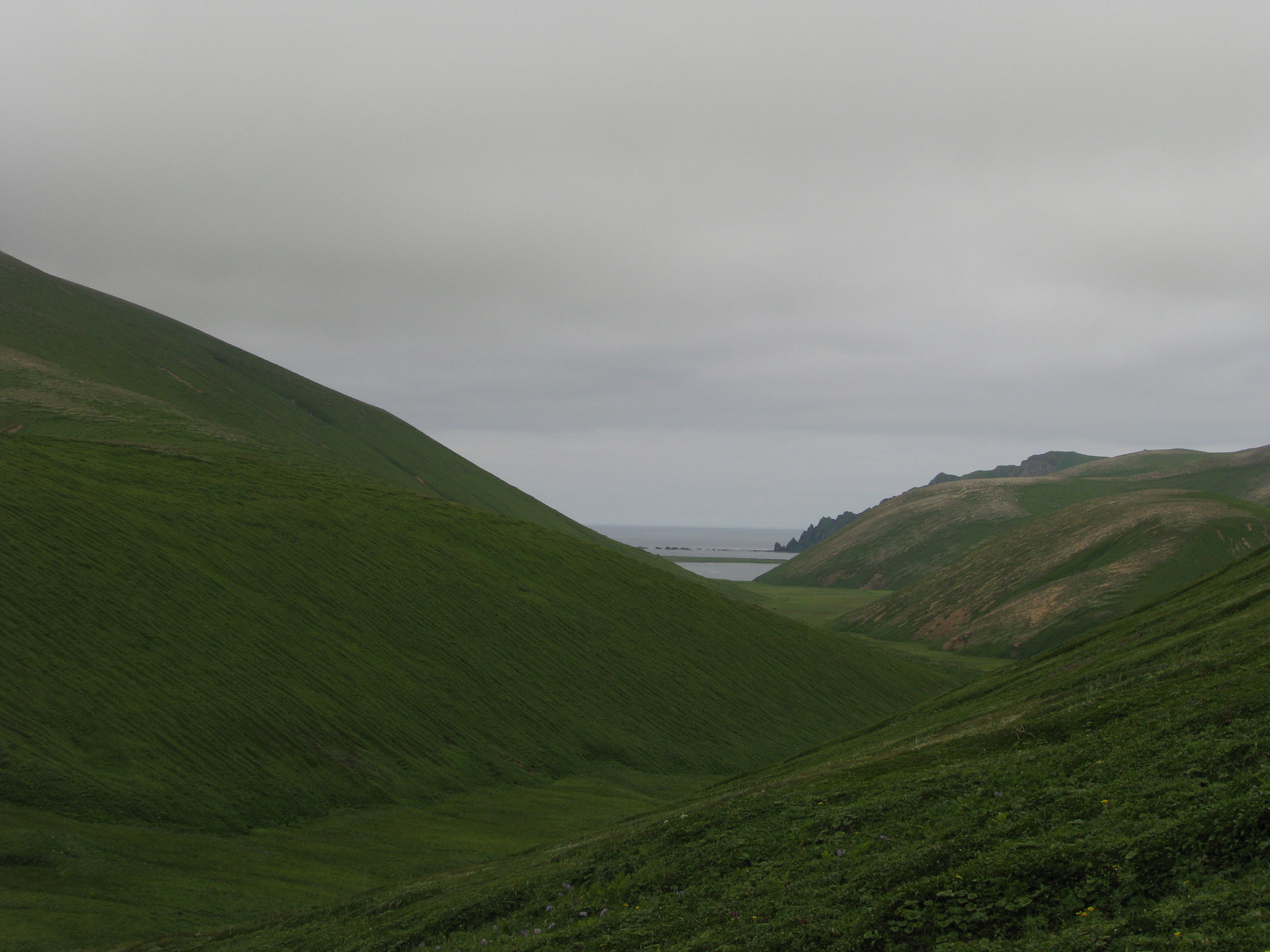
メードヌイ島内陸部より海を臨む。
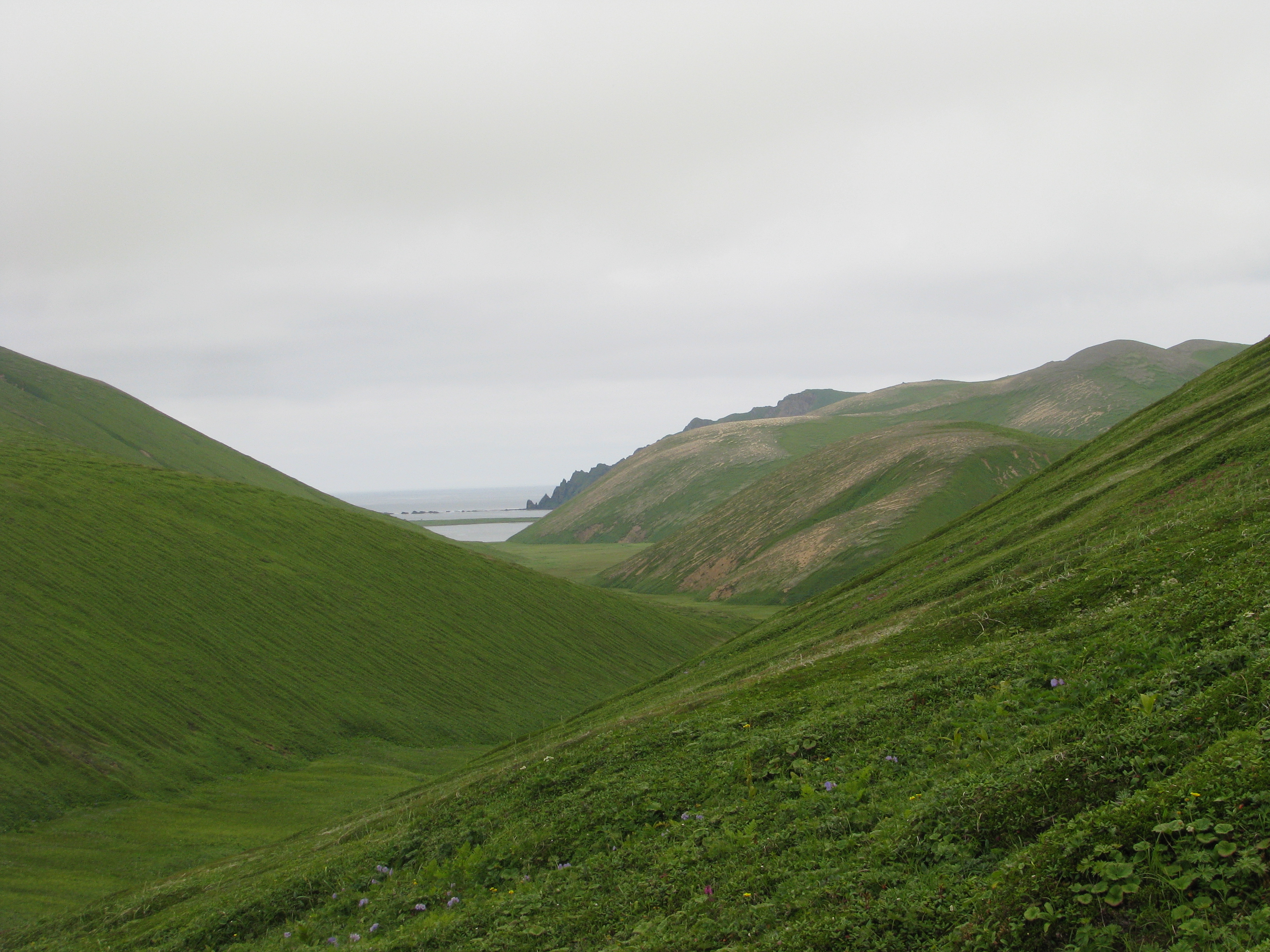
メードヌイ島内陸部より海を臨む。
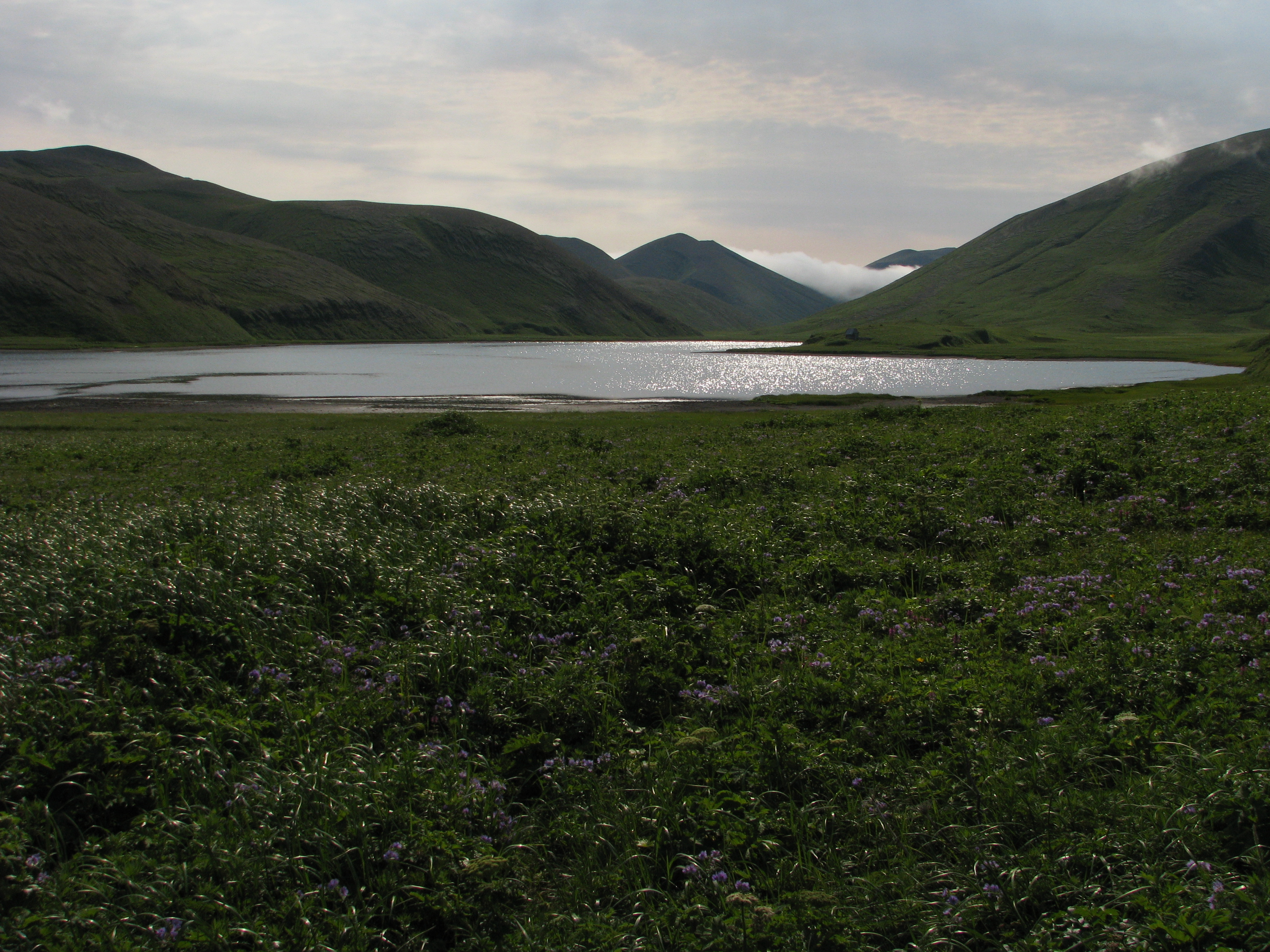
メードヌイ島の平原とグラドコフスコエ湖。
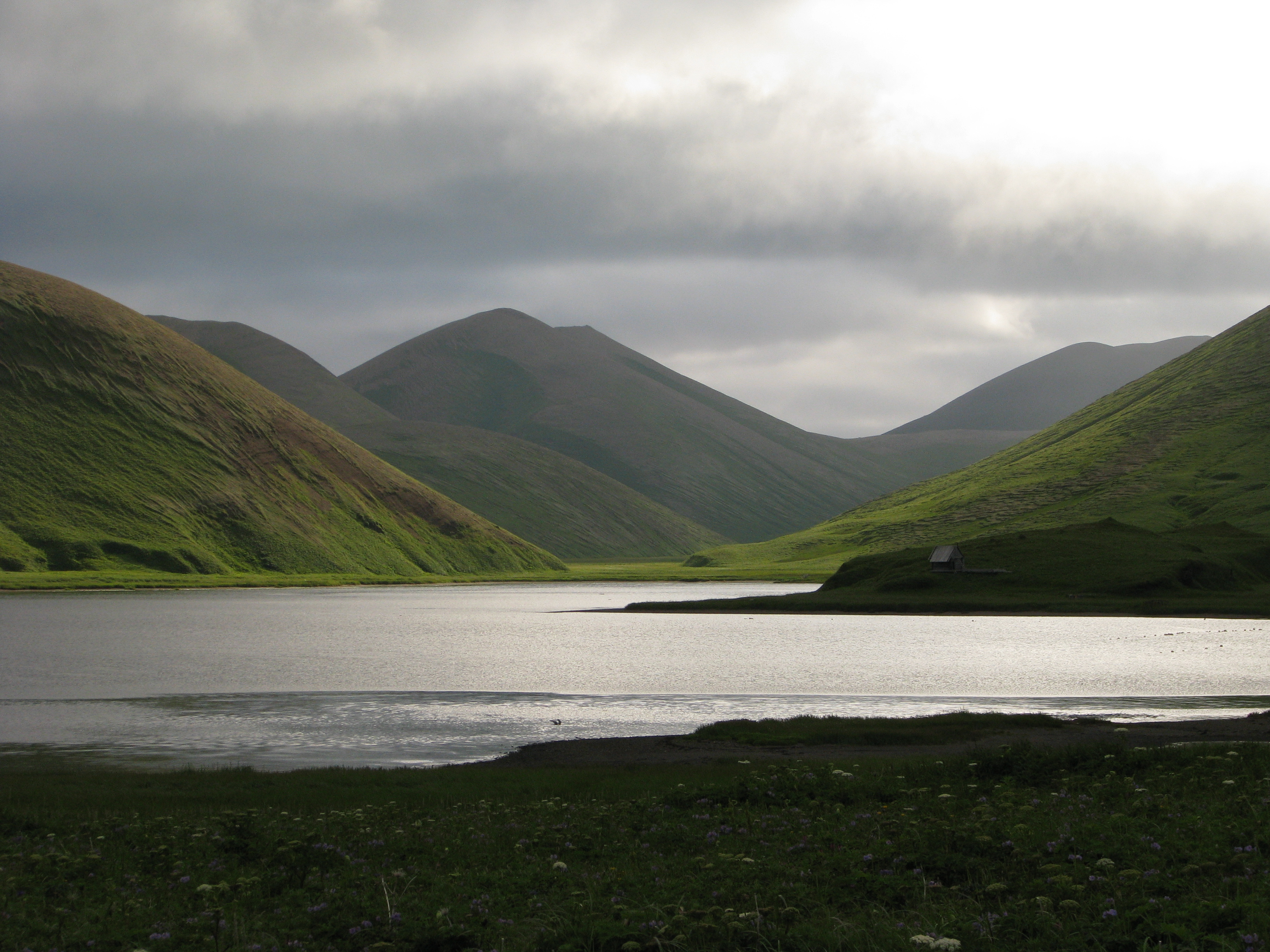
メードヌイ島の平原とグラドコフスコエ湖。
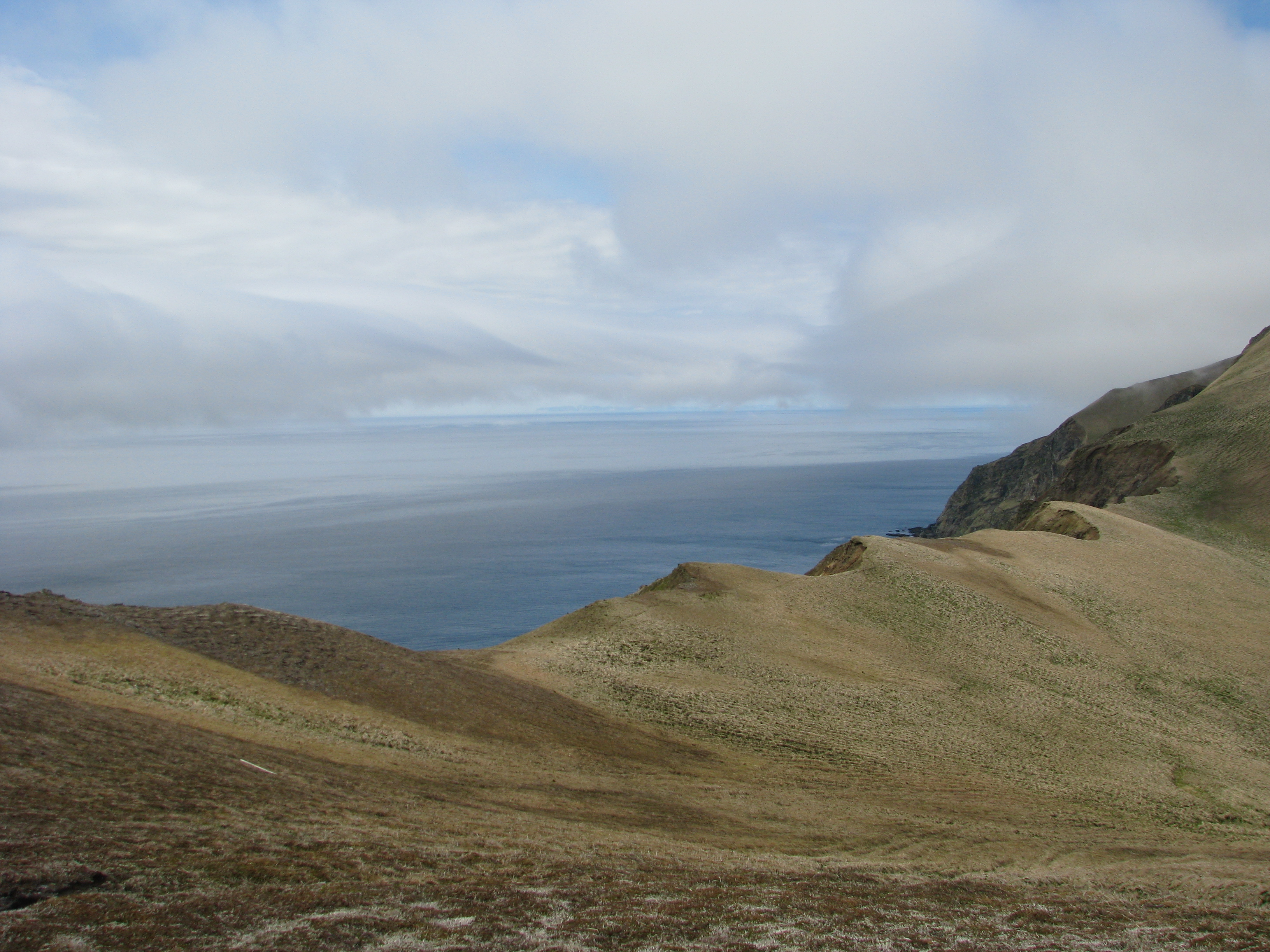
メードヌイ島の高原。
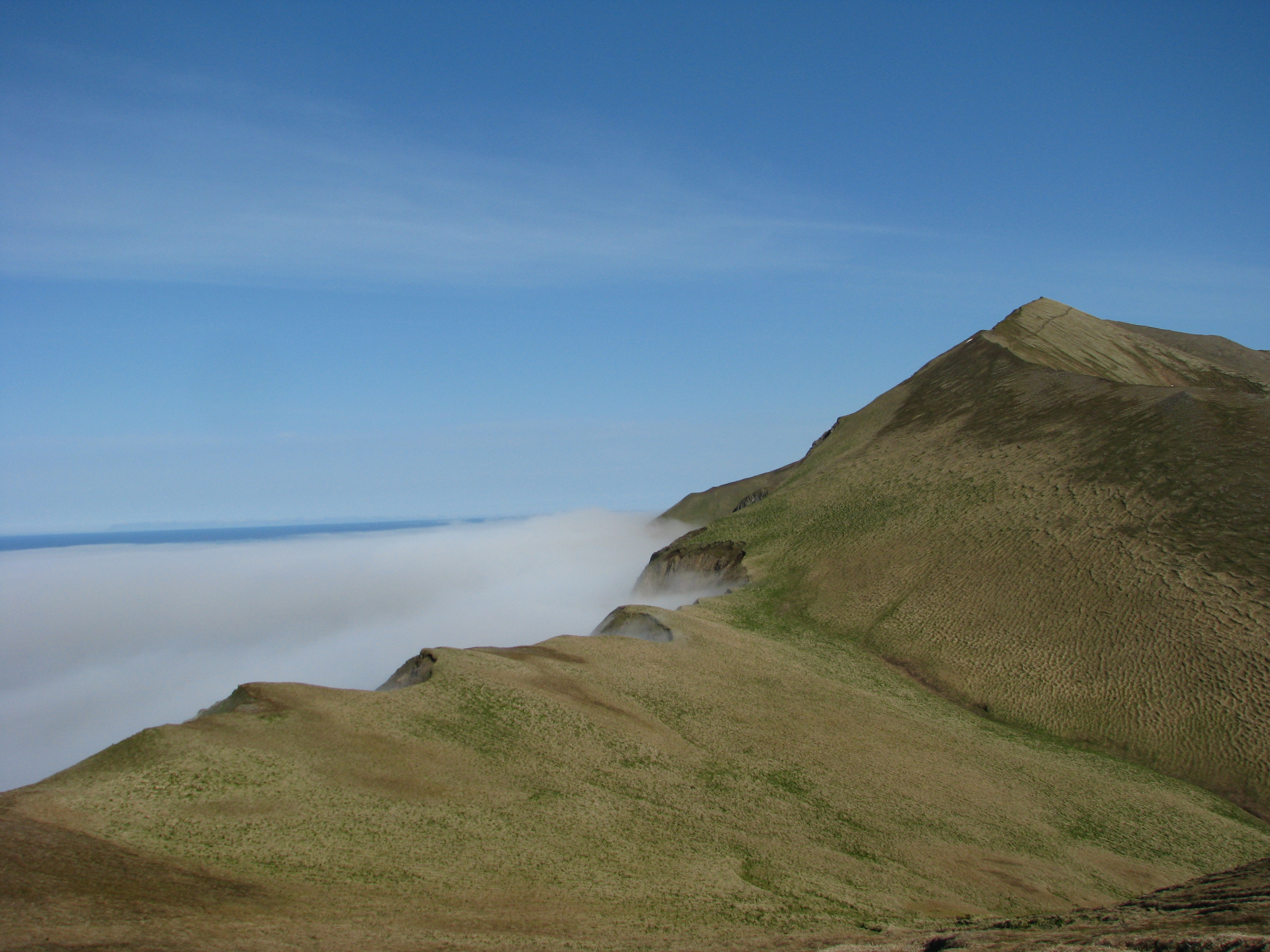
メードヌイ島と海側を覆う霧。
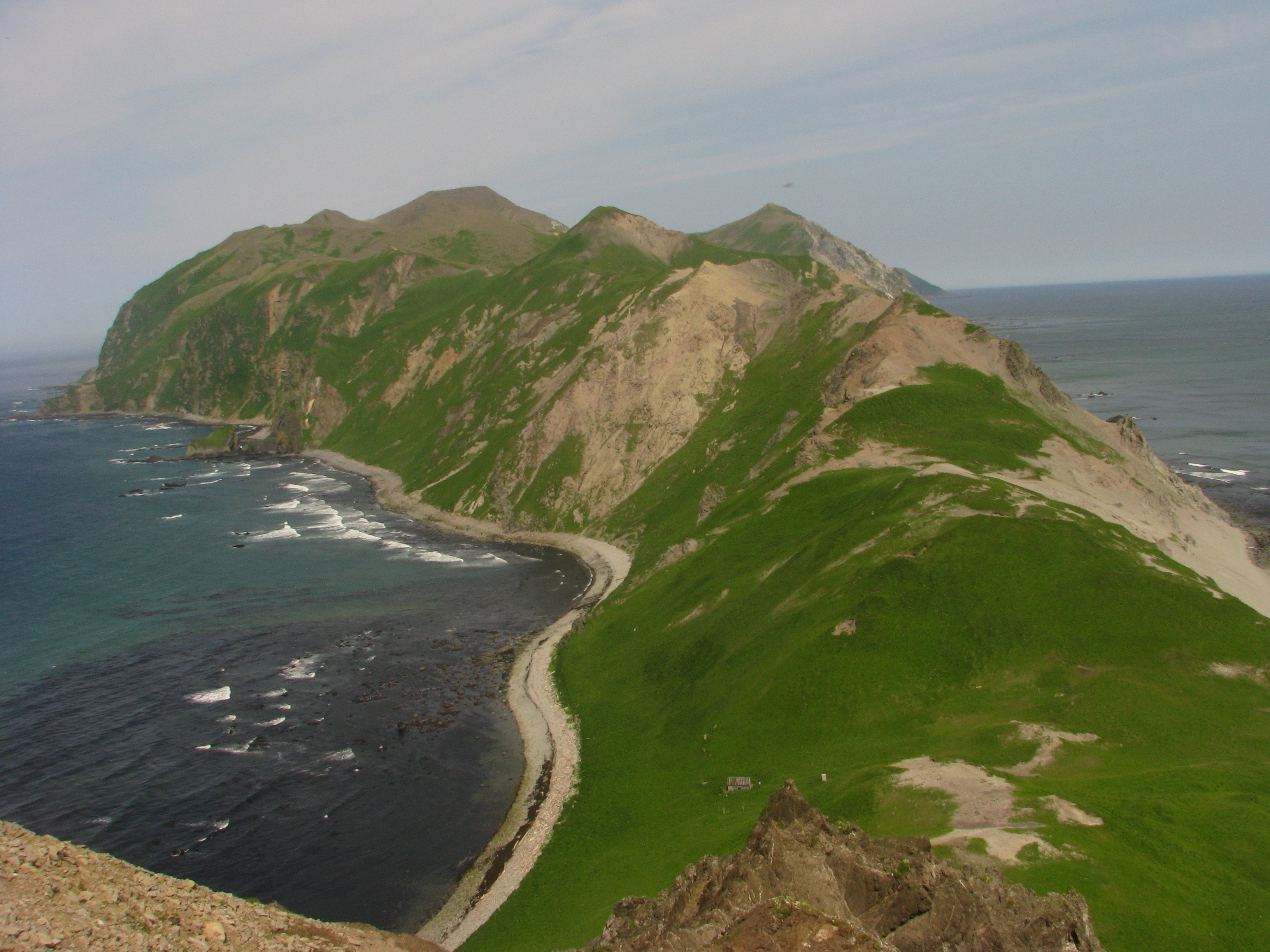
メードヌイ島南部。最も幅が狭くなっている部分。
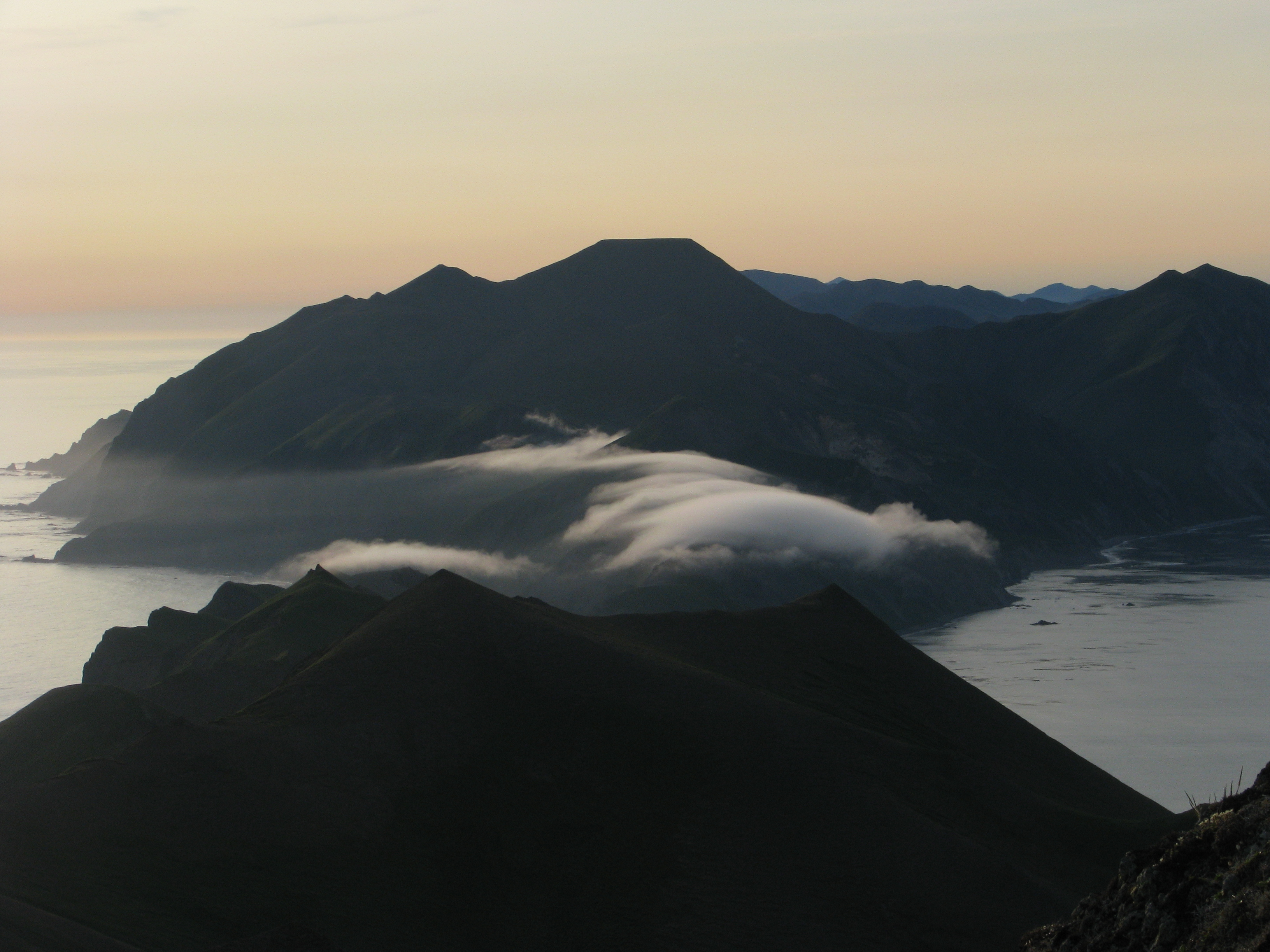
夕方のメードヌイ島と低高度に発生している雲。
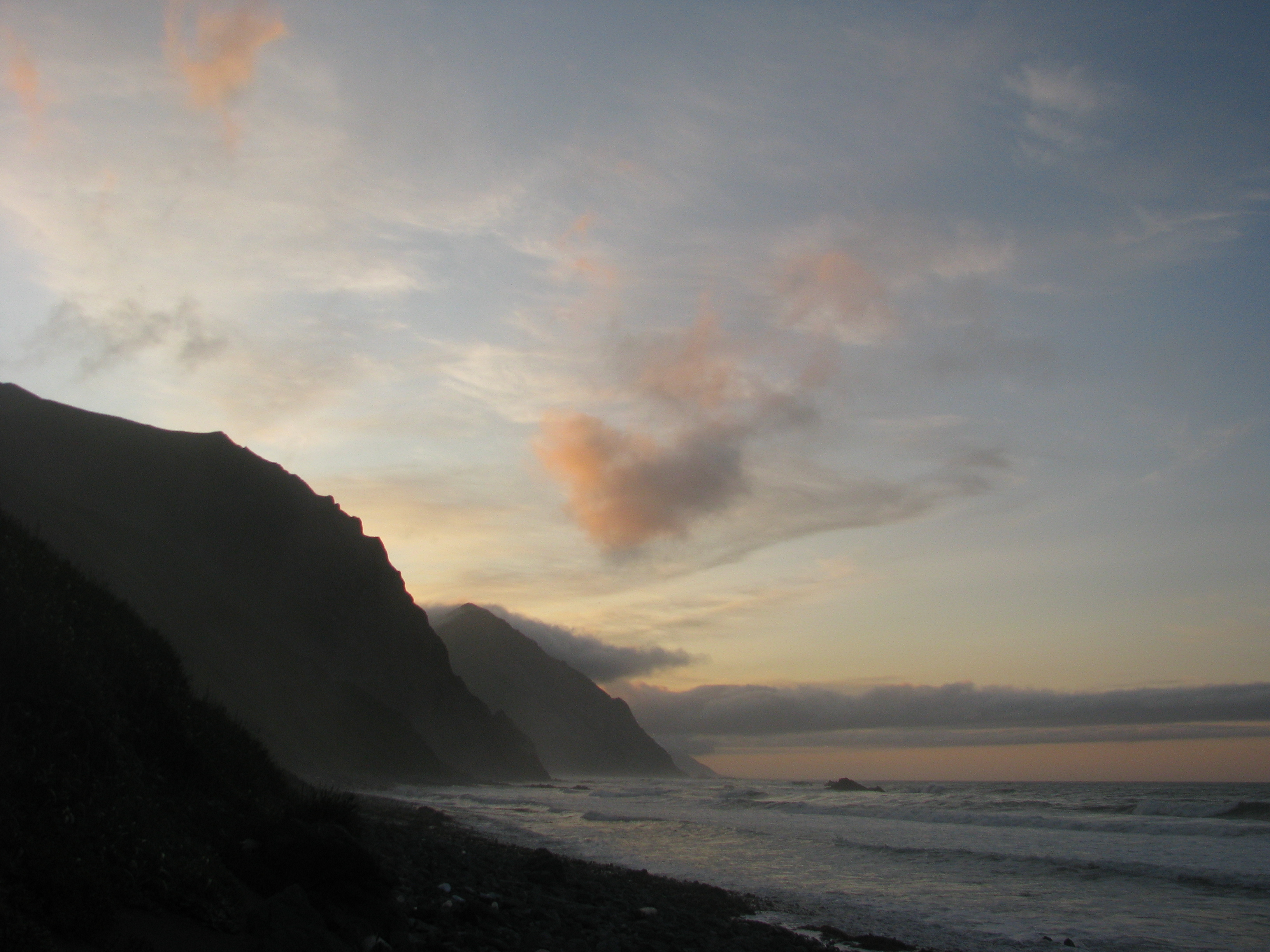
夕方のメードヌイ島。
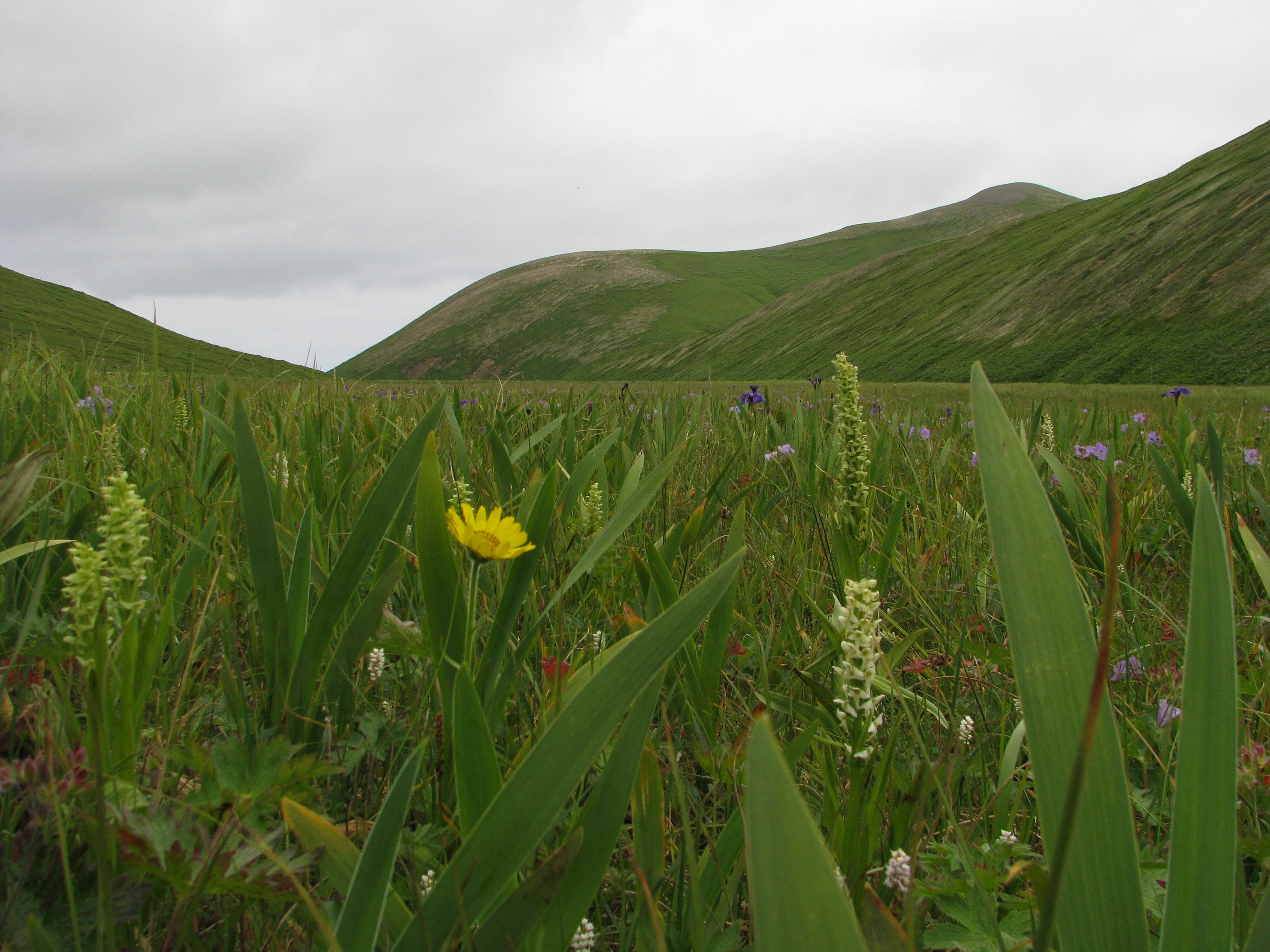
メードヌイ島に自生する植物。
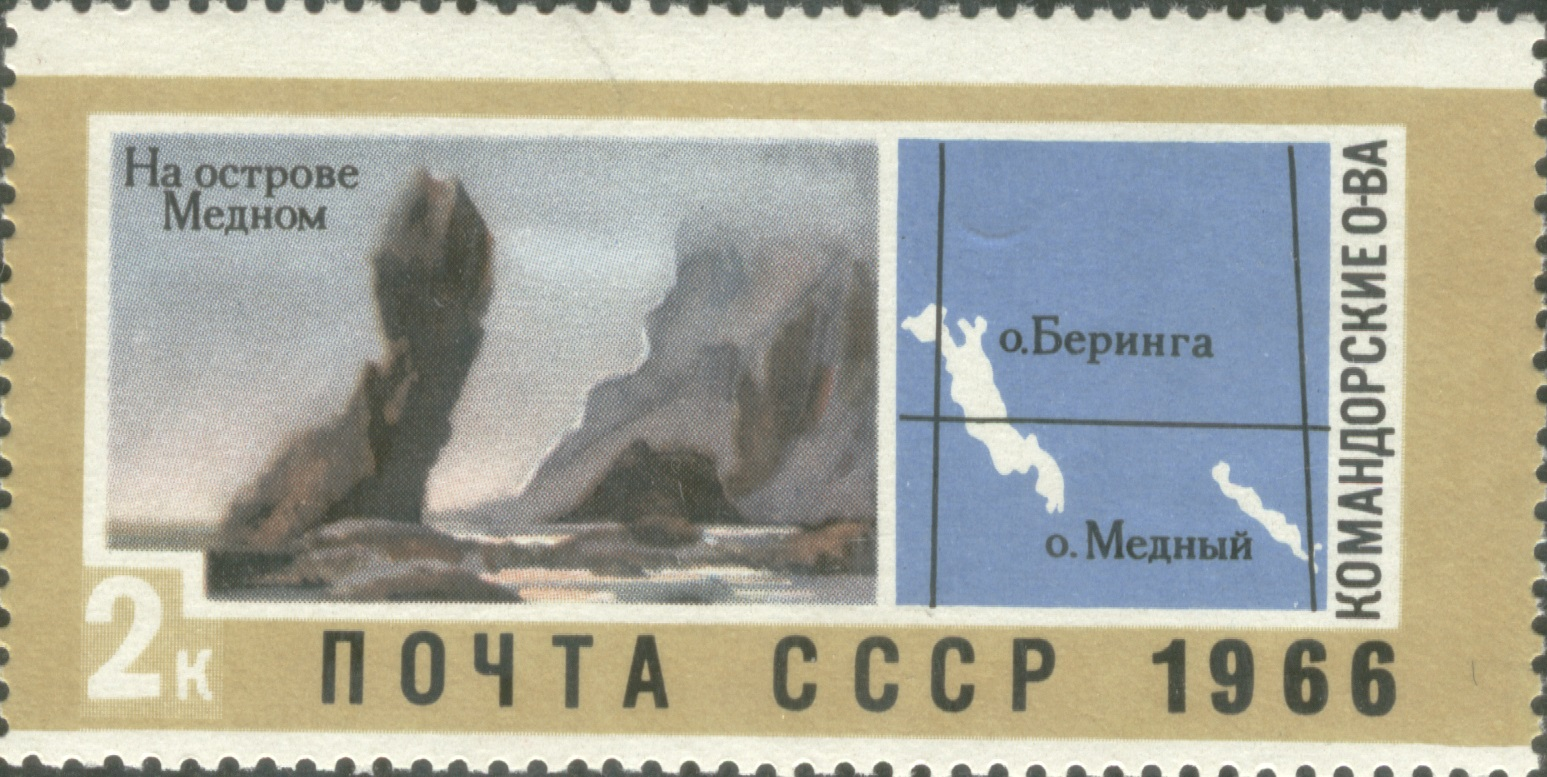
1966年にソヴィエト連邦で発行された切手。メードヌイ島の風景が描かれている。